# 베이타운 디스코
베이타운 디스코(The Baytown Outlaws)는 2012년 공개된 미국의 액션 코미디 영화이다. 영화는 지역 보안관을 위해 자경단원 살인자로 활동하는 우디 형제(브릭, 링컨, 맥퀸)의 이야기를 따라간다. 세 사람이 대부로부터 어린 소년을 구출하는 일을 맡게 되자, 형제들은 암살자들의 추적을 받는 가운데 소년을 안전하게 구출하려는 목표를 세우면서 계획이 금세 무너진다.

## 줄거리
앨라배마에서 범죄자들을 처단하며 살아가는 삼형제 브릭, 링컨, 맥퀸은 자신들을 키워준 헨리 밀러드 보안관의 지시를 받는다. 어느 날, 이들은 셀레스트라는 여인에게서 2만 5천 달러를 받고 그녀의 대자이자 장애를 가진 소년 롭을 구출해달라는 의뢰를 받는다. 롭을 납치한 마약 조직 보스 카를로스를 처치하는 조건이었다. 삼형제는 카를로스의 아지트를 습격하여 롭을 구출하는 데 성공하지만, 카를로스는 살아남고, 곧이어 여성 폭주족 암살자들이 이들을 추격한다. 바에서 폭주족의 유혹에 넘어가 흩어진 형제들은 간신히 암살자들을 물리치고 롭을 되찾지만, 이 과정에서 삼형제의 모습이 언론에 공개되며 이들은 경찰의 추적을 받게 된다.
셀레스트는 롭이 거액의 신탁 기금을 상속받을 예정이며, 카를로스가 후견인으로서 이를 노리고 있음을 밝힌다. 또한 밀러드 보안관은 경찰에게 삼형제의 존재를 부정하고, 이들이 앨라배마로 돌아오면 체포하겠다고 선언한다. 롭과 정을 쌓아가던 삼형제는 과거 학대당했던 동생과 롭의 모습이 겹쳐 보이자 그를 보호하기로 결심한다. 그러나 또 다른 암살자 그룹의 공격으로 롭이 납치당하고, 격렬한 추격전 끝에 링컨이 중상을 입는다.
미시시피 주에서 치료를 받던 중 경찰에 쫓기던 밀러드는 형제들의 은신처를 자진해서 알려준다. 그 과정에서 과거 아버지로부터 학대받던 삼형제를 밀러드가 거두었다는 사실이 드러난다. 원주민 갱단의 습격 속에서 셀레스트가 합류하고, 치열한 싸움 끝에 가까스로 승리하지만 브릭과 셀레스트가 쓰러진다. 밀러드가 마지막 갱단을 사살하고 삼형제는 체포된다. 삼형제는 셀레스트를 보호하기 위해 거짓 진술을 하고, 롭은 셀레스트의 보살핌을 받게 된다. 사건을 해결한 경찰은 다른 지역으로 발령받고, 카를로스는 셀레스트가 보낸 폭탄 택배에 의해 죽음을 맞이한다. 57개월 후, 출소한 삼형제는 셀레스트로부터 2만 5천 달러와 함께 롭의 선물인 새 트럭을 받는다. 셀레스트는 편지를 통해 삼형제에게 도움이 필요한 사람들이 많다고 말하며 영화는 끝을 맺는다.

## 출연

### 주연
- 빌리 밥 손튼
- 에바 롱고리아
- 폴 웨슬리
- 토마스 생스터

### 조연
- 클레인 크로포드
- 트래비스 핌멜
- 다니엘 커드모어
- 안드레 브라우퍼
- 나탈리 마르티네즈
- 아그네스 브루크너
- 브레어 그랜트
- 마이클 래파포트
- 세린다 스완
- 아든 조
- 조 벨
- 케넌 켑퍼
- 빅토리아 가브리엘 플랫

## 기타
- 의상: 다나 엠브리
- 배역: 마리 베뉴